# Johnstone Kipkoech
Johnstone Kipkoech (* 20. Dezember 1968) ist ein ehemaliger kenianischer Hindernisläufer.
1986 in Athen wurde er Vizejuniorenweltmeister über 2000 Meter Hindernis.
Über 3000 Meter Hindernis gewann er bei den Panafrikanischen Spielen 1991 in Kairo Bronze und bei den Commonwealth Games 1994 in Victoria Gold.

## Bestzeiten
- 3000 m: 7:45,60 min, 8. September 1991, Köln
- 2000 m Hindernis: 5:29,56 min, 20. Juli 1986, Athen
- 3000 m Hindernis: 8:09,54 min, 25. August 1995, Brüssel